# Doradztwo podatkowe w Polsce
Doradztwo podatkowe w Polsce
Ramy prawne dla funkcjonowania zawodu doradcy podatkowego w Polsce zostały ustalone w ustawie z dnia 5 lipca 1996 roku o doradztwie podatkowym (Dz.U. z 2021 r. poz. 2117).
Tytuł zawodowy „doradca podatkowy” podlega ochronie prawnej.
Według danych na styczeń 2020 r. uprawnienia do wykonywania zawodu doradcy podatkowego ma 9017 osób.

## Geneza
Do intensywnego rozwoju zawodu doradcy podatkowego jako zawodu zaufania publicznego przyczyniła się ogólna kondycja polskiego systemu prawa podatkowego oraz poziomu legislacyjnego i językowego przepisów prawa podatkowego.
Po transformacji polityczno-gospodarczej, jaka nastąpiła w Polsce po 1989 roku, jako dominujący przyjęty został model powstawania zobowiązań podatkowych z dniem zaistnienia zdarzenia, z którym ustawa wiąże powstanie takiego zobowiązania. Taka metoda powstawania zobowiązań podatkowych pożądana jest niewątpliwie z perspektywy ekonomiki funkcjonowania aparatu skarbowego, nie wymaga ona bowiem wszczynania postępowania podatkowego i wydawania decyzji wymiarowych. Obowiązek obliczenia podatku spoczywa na dłużnikach podatkowych, którzy w ten sposób stają się z reguły pierwszymi interpretatorami bardzo trudnych przepisów prawa podatkowego (krajowego, unijnego czy międzynarodowego). Ma to jednak ogromne znaczenie praktyczne, gdyż podatnicy bardzo często nie są w stanie samodzielnie zrozumieć treści obowiązujących przepisów, a co za tym idzie, poprawnie zastosować je w praktyce. Jeżeli dodamy do tego, że prawo podatkowe postrzegane jest – obok prawa karnego – jako najbardziej opresyjna i ingerencyjna gałąź prawa publicznego, dłużnik podatkowy nie ma wyjścia i musi korzystać z pomocy profesjonalnego pełnomocnika, czyli doradcy podatkowego.

## Charakterystyka
Zakres przedmiotowy unormowanych w ustawie czynności z zakresu doradztwa podatkowego w pierwszym rzędzie obejmuje: udzielanie podatnikom, płatnikom i inkasentom, na ich zlecenie lub na ich rzecz, porad, opinii i wyjaśnień z zakresu ich obowiązków podatkowych i celnych oraz w sprawach egzekucji administracyjnej związanej z tymi obowiązkami.
W ramach usług z zakresu doradztwa podatkowego ustawa wymienia także prowadzenie w imieniu i na rzecz podatników, płatników i inkasentów ksiąg podatkowych i innych ewidencji do celów podatkowych, jak również sporządzanie w imieniu i na rzecz podatników, płatników i inkasentów zeznań i deklaracji podatkowych lub udzielanie im pomocy w tym zakresie.
Doradcy podatkowi mogą także dokonywać rozliczeń innych należności publicznoprawnych (w tym składek ZUS), wykonywać obsługę kadrowo-płacową oraz udzielać wsparcia z zakresu doradztwa związanego z pomocą publiczną dla przedsiębiorców i funduszami unijnymi.
Istotną przyczyną rozwoju zawodu doradców podatkowych jako przedstawicieli zawodu zaufania publicznego stało się powierzenie im w 2010 roku prawa do występowania przed sądami administracyjnymi w roli profesjonalnych pełnomocników w sprawach podatkowych, celnych, dewizowych oraz związanych z egzekucją administracyjną.
Ustawa o doradztwie podatkowym nie tylko stworzyła nowy wolny zawód, lecz także zapoczątkowała proces kształtowania się w Polsce modelu prawnego doradztwa podatkowego.
Zawód doradcy podatkowego jako zawód zaufania publicznego nie jest jednak zawodem stricte prawniczym, pomimo że jego przedstawiciele w znacznej części swych usług wykonują typowe czynności prawnicze. Ustawa o doradztwie podatkowym nie wymaga bowiem od osób ubiegających się o wpis na listę doradców podatkowych posiadania obowiązkowego wykształcenia prawniczego, wystarczy w tym przypadku wykształcenie wyższe.
Ponadto przepisy nie przewidują odbywania obowiązkowej aplikacji korporacyjnej, tak jak ma to miejsce w przypadku takich zawodów jak adwokat czy radca prawny.
W praktyce usługi świadczone przez doradców podatkowych obejmują czynności wykraczające poza czynności prawnicze, takie jak prowadzenie ksiąg finansowych, a nawet doradztwa gospodarczego, czy też prowadzenie działalności wydawniczej.
Tak szerokie spectrum zadań odróżnia zawód doradcy podatkowego od innych zawodów zaufania publicznego, w tym także ściśle prawniczych, i istotnie wpływa na jego specyfikę. Ponadto należy wskazać, że w świetle orzecznictwa TK doradcy podatkowi zaliczani są do grupy tzw. organów pomocy prawnej świadczących usługi należące do katalogu czynności pomocy prawnej, w ramach którego mieszczą się także usługi prawnicze.
Wraz z rozwojem jurydyzacji życia społecznego i gospodarczego stale poszerza się baza podatkowa, a to rodzi opór podatkowy. Zadaniem doradców jest więc takie kształtowanie spraw podatkowych swoich klientów, by zniechęcać ich do uchylania się czy unikania opodatkowania, wskazując szkodliwość społeczną tych zachowań i jednocześnie doprowadzać do maksymalnej w danych okolicznościach optymalizacji opodatkowania.
Obligatoryjna przynależność doradców podatkowych do samorządu zawodowego, czyli Krajowej Izby Doradców Podatkowych (KIDP), rozpoczyna się z chwilą nabycia prawa wykonywania zawodu, a nie z chwilą rozpoczęcia jego wykonywania.
Doradca podatkowy jest obowiązany zachować w tajemnicy fakty i informacje, z którymi zapoznał się w związku z wykonywaniem zawodu. Obowiązek ten nie jest ograniczony w czasie i dotyczy także pracowników kancelarii doradcy podatkowego. Obowiązek zachowania tajemnicy zawodowej nie dotyczy informacji udostępnianych na podstawie przepisów ustawy z dnia 16 listopada 2000 roku o przeciwdziałaniu praniu pieniędzy oraz finansowaniu terroryzmu, w zakresie określonym tymi przepisami.
Dopełnieniem wymagań stawianych zawodom zaufania publicznego, które spełniają doradcy podatkowi, jest przestrzeganie obowiązkowego ubezpieczania się od odpowiedzialności cywilnej. Każdy doradca podatkowy musi również posiadać polisę OC – jeśli popełni błąd, klient może wówczas liczyć na odszkodowanie.

## Czynności doradztwa podatkowego i podmioty uprawnione
Ustawa o doradztwie podatkowym wymienia czynności doradztwa podatkowego oraz wskazuje, które z nich mogą być wykonywane zawodowo tylko przez wybrane podmioty.
| Lp. | Czynności doradztwa podatkowego | Podmioty uprawnione                                            |
| --- | --- | -------------------------------------------------------------- |
| 1   | Udzielanie podatnikom, płatnikom i inkasentom, na ich zlecenie lub na ich rzecz, porad, opinii i wyjaśnień z zakresu ich obowiązków podatkowych i celnych oraz w sprawach egzekucji administracyjnej związanej z tymi obowiązkami | doradcy podatkowi, adwokaci, radcowie prawni, biegli rewidenci |
| 2   | Prowadzenie, w imieniu i na rzecz podatników, płatników i inkasentów, ksiąg podatkowych i innych ewidencji do celów podatkowych oraz udzielanie im pomocy w tym zakresie                                                          | każdy                                                          |
| 3   | Sporządzanie, w imieniu i na rzecz podatników, płatników i inkasentów, zeznań i deklaracji podatkowych lub udzielanie im pomocy w tym zakresie                                                                                    | każdy                                                          |
| 4   | Reprezentowanie podatników, płatników i inkasentów w postępowaniu przed organami administracji publicznej i w zakresie sądowej kontroli decyzji, postanowień i innych aktów administracyjnych w sprawach wymienionych w pkt 1.    | doradcy podatkowi, adwokaci, radcowie prawni                   |
| 5   | Wykonywanie niezależnego audytu funkcji podatkowej (od 1 lipca 2020 r.) | doradcy podatkowi, biegli rewidenci                            |

Oprócz osób fizycznych, do zawodowego wykonywania czynności doradztwa podatkowego uprawnione są także osoby prawne wpisane do prowadzonego przez ministra właściwego do spraw finansów publicznych rejestru osób prawnych uprawnionych do wykonywania doradztwa podatkowego.
Wykonywanie czynności doradztwa podatkowego bez uprawnień podlega karze grzywny do 50 000 zł.

## Uprawnienia doradców podatkowych
Ustawa o doradztwie podatkowym i przepisy szczególne uprawniają doradców podatkowych do:
- występowania przed wojewódzkimi sądami administracyjnymi i Naczelnym Sądem Administracyjnym, w tym do sporządzania środków zaskarżenia (także jako tzw. pełnomocnicy z urzędu);
- korzystania z wolności słowa w ramach wykonywanego zawodu; w przypadku jej nadużycia, doradca podatkowy wyjęty jest spod jurysdykcji prawa karnego (immunitet materialny), ponosi tylko odpowiedzialność dyscyplinarną[7];
- zasiadania w organach nadzorczych spółek z udziałem Skarbu Państwa[8];
- poświadczania dokumentów za zgodność z oryginałem w ramach postępowań podatkowych, administracyjnych i sądowoadministracyjnych (zawarte w odpisie dokumentu poświadczenie zgodności z oryginałem przez występującego w sprawie pełnomocnika strony będącego doradcą podatkowym ma charakter dokumentu urzędowego)[9];
- udzielania nieodpłatnej pomocy prawnej w zakresie prawa podatkowego[10];
- założenia i prowadzenia spółki partnerskiej z innymi doradcami podatkowymi, adwokatami lub radcami prawnymi[11];
- wykonywanie audytu działalności finansowej fundacji rodzinnej[12].

## Egzamin i obowiązki zawodowe

### Egzamin zawodowy

#### Procedura
Państwowy egzamin na doradcę podatkowego składa się z części:
- pisemnej, składającej się z testu wiedzy i zadania egzaminacyjnego, polegającego na sporządzeniu pisma stanowiącego środek zaskarżenia (odwołanie, zażalenie, skarga do sądu itp.);
- ustnej, podczas której kandydatowi zadaje się 10 pytań.

Warunkiem dopuszczenia do części ustnej jest zdanie z wynikiem pozytywnym części pisemnej egzaminu. W przypadku negatywnego wyniku części pisemnej, egzamin może być powtarzany. Termin ponownego egzaminu może być wyznaczony jednak nie wcześniej niż po upływie 3 miesięcy od dnia egzaminu, którego wynik był negatywny. W przypadku pozytywnego wyniku części pisemnej egzaminu, kandydat ma możliwość w okresie roku przystępować do ustnej części egzaminu.
Egzamin przeprowadza Państwowa Komisja Egzaminacyjna do Spraw Doradztwa Podatkowego. Komisja ta ustala także pytania oraz zadania egzaminacyjne.

#### Zakres
Zakresem egzaminu objęte są następujące dziedziny wiedzy:
- źródła prawa i wykładnia prawa;
- analiza podatkowa;
- podstawy międzynarodowego oraz wspólnotowego prawa podatkowego;
- materialne prawo podatkowe;
- postępowanie przed organami administracji publicznej i sądami administracyjnymi oraz postępowanie egzekucyjne w administracji;
- międzynarodowe, wspólnotowe i krajowe prawo celne;
- prawo dewizowe;
- prawo karne skarbowe;
- organizacja i funkcjonowanie Krajowej Administracji Skarbowej;
- rachunkowość;
- ewidencja podatkowa i zasady prowadzenia ksiąg podatkowych;
- przepisy od doradztwie podatkowym i etyka zawodowa.

#### Zdawalność
Egzamin na doradcę podatkowego zdaje średnio ok. 20–30% kandydatów. Przykładowo, w 2021 roku złożono 1243 wnioski o dopuszczenie do egzaminu pisemnego, do egzaminu ustnego przystąpiło 831 osób, a egzamin zdały 134 osoby.

#### Uzyskanie uprawnień
Kandydat na doradcę podatkowego musi posiadać pełną zdolność do czynności prawnych oraz korzystać z pełni praw publicznych. Konieczne jest także posiadanie wyższego wykształcenia.
Uprawnienia zawodowe zdobywa się poprzez wpis na listę doradców podatkowych, po zdaniu państwowego egzaminu i złożeniu ślubowania:

Przyrzekam, że jako doradca podatkowy będę wykonywać ten zawód kierując się dobrem swoich klientów, z całą sumiennością i rzetelnością, zgodnie z prawem, wiedzą i zasadami etyki zawodowej. Poznane w związku z wykonywaniem zawodu fakty i informacje zachowam w tajemnicy wobec osób trzecich.

### Obowiązki zawodowe
Na doradcy podatkowym ciąży obowiązek:
- zawarcia umowy ubezpieczenia od odpowiedzialności cywilnej z tytułu wykonywania zawodu,
- stałego podnoszenia kwalifikacji zawodowych,
- zachowania tajemnicy zawodowej – w konsekwencji doradca podatkowy nie może być przesłuchiwany jako świadek co do faktów i informacji objętych tajemnicą, chyba że został zwolniony od tego obowiązku w trybie określonym odrębnymi ustawami[19],
- opłacania składek członkowskich.

Ranking najlepszych doradców podatkowych przeprowadza co roku Dziennik Gazeta Prawna.